# Joan Maria Codina i Torner
Joan Maria Codina i Torner (Miravet, 1870 - Barcelona, 1936) és un director de cinema català, un dels pioners del cinema mut a Espanya.

## Biografia
El 1905 va començar a treballar com a representant a Barcelona de la empresa productora valenciana dels germans Cuesta. El 1908, gràcies al seu amic Josep Maria Bosch, d'Empresa Diorama, va començar a treballar com a director de cinema per a Films Barcelona amb una adaptació de Maria Rosa d'Àngel Guimerà, on també va col·laborar amb Fructuós Gelabert. Després, però, marxà a València, on va dirigir pel·lícules pels germans Cuesta: Los siete niños de Écija o los bandidos de Sierra Morena (1911- 1912), La barrera número 13 (1912) i El lobo de la sierra (1913).
El 1914 fou un dels impulsors de la distribuïdora Catalonia Film, patrocinada per les productores Films Cuesta, Films Barcelona, Solá y Peña i Tibidabo Films. Va dirigir pel·lícules per Tibidabo Films i el 1915 fou contractat per Condal Films, per la que va dirigir Pacto de lágrimas (1915) i Pasionaria (1915), que van llançar al cinema la ballarina Carmen Tórtola Valencia, Després va rodar per Hispano Films Los misterios de Barcelona (1915-16). El 1917 va deixar de dirigir per treballar com a comercial de Boreal Films, però el 1918 fou contractat per Studio Films per tal que rodés diverses sèries de pel·lícules com Codicia o Mefisto. Tanmateix, Studio Films va fer fallida el 1920, cosa que significà la fi de la seva carrera com a director.
Des d'aleshores va treballar com a agent comercial i distribuidor de pel·lícules a través d'Exclusivas Codina-Gelabert.

## Filmografia
- El ciego de la aldea (1906)
- El pastorcillo del torrente (1908)
- María Rosa (1908)
- La lucha por la divisa (1910)
- Los siete niños de Écija o Los bandidos de Sierra Morena (1910)
- La barrera número 13 (1912)
- El lobo de la sierra (1912)
- Amor de bestia (1912)
- El tonto de la huerta (1913)
- Lucha de corazones (1913)
- Corrida de toros con Joselito y Belmonte (1914)
- La herencia de la culpa (1914)
- El Caín moderno (1914)
- El signo de la cruz (1914)
- Pacto de lágrimas (1915)
- Pasionaria (1915)
- El signo de la tribu, 1915
- Los misterios de Barcelona (1915-1916)
- Codicia (1918)
- Mefisto (1918)
- El protegido de Satán (1918)
- La dama duende (1919)
- El otro (1919)
- El botón de fuego (1919)
- Las máscaras negras (1919)
- ¡Mátame! (1920)
- El león (1920)